# Edd Hall
Pour les articles homonymes, voir Hall.
Edd Hall est un acteur américain né le 7 décembre 1958 à Boston, Massachusetts (États-Unis).

## Filmographie
- 1986 : FDR: A One Man Show (TV) : Announcer
- 1987 : The Original Max Talking Headroom Show (série TV) : Character Voices
- 1988 : Sunday Night (série TV) : Announcer
- 1990 : Cats, Cops and Stuff (TV) : Announcer
- 2005 : Geppetto's Secret : Big Bad Wolf (voix)